# NASCAR Grand National Series 1950
De NASCAR Grand National Series 1950 was het tweede seizoen van het belangrijkste NASCAR kampioenschap dat in de Verenigde Staten gehouden wordt. Het seizoen startte op 5 februari in Daytona Beach en eindigde op 29 oktober op de Occoneechee Speedway. Bill Rexford won het kampioenschap.

## Races
Top drie resultaten.
| '  | Datum  | Race         | Circuit                     | Winnaar          | Tweede           | Derde            |
| 1  | 5-feb  | Race 1       | Daytona Beach & Road Course | Harold Kite      | Red Byron        | Lloyd Moore      |
| 2  | 2-apr  | Race 2       | Charlotte Speedway          | Tim Flock        | Bob Flock        | Clyde Minter     |
| 3  | 16-apr | Race 3       | Langhorne Speedway          | Curtis Turner    | Lloyd Moore      | Jimmy Florian    |
| 4  | 21-mei | Race 4       | Martinsville Speedway       | Curtis Turner    | Jim Paschal      | Lee Petty        |
| 5  | 30-mei | Race 5       | Canfield Speedway           | Bill Rexford     | Glenn Dunnaway   | Lloyd Moore      |
| 6  | 18-jun | Race 6       | Vernon Fairgrounds          | Bill Blair       | Lloyd Moore      | Chuck Mahoney    |
| 7  | 25-jun | Race 7       | Dayton Speedway             | Jimmy Florian    | Dick Linder      | Buck Barr        |
| 8  | 2-jul  | Race 8       | Monroe County Fairgrounds   | Curtis Turner    | Bill Blair       | Lee Petty        |
| 9  | 23-jul | Race 9       | Charlotte Speedway          | Curtis Turner    | Chuck Mahoney    | Herb Thomas      |
| 10 | 13-aug | Race 10      | Occoneechee Speedway        | Fireball Roberts | Curtis Turner    | Dick Linder      |
| 11 | 20-aug | Race 11      | Dayton Speedway             | Dick Linder      | Red Harvey       | Herb Thomas      |
| 12 | 27-aug | Race 12      | Hamburg Speedway            | Dick Linder      | Fireball Roberts | Curtis Turner    |
| 13 | 4-sep  | Southern 500 | Darlington Raceway          | Johnny Mantz     | Fireball Roberts | Red Byron        |
| 14 | 17-sep | Race 14      | Langhorne Speedway          | Fonty Flock      | Bill Blair       | Fireball Roberts |
| 15 | 24-sep | Wilkes 200   | North Wilkesboro Speedway   | Leon Sales       | Jack Smith       | Ewell Weddle     |
| 16 | 1-okt  | Race 16      | Vernon Fairgrounds          | Dick Linder      | Ted Swaim        | Lloyd Moore      |
| 17 | 15-okt | Race 17      | Martinsville Speedway       | Herb Thomas      | Lee Petty        | Buck Baker       |
| 18 | 15-okt | Race 18      | Funk's Speedway             | Lloyd Moore      | Bucky Sager      | Bill Rexford     |
| 19 | 29-okt | Race 19      | Occoneechee Speedway        | Lee Petty        | Buck Baker       | Weldon Adams     |

## Eindstand - Top 10
| 1  | Bill Rexford     | 1959 |
| 2  | Fireball Roberts | 1848 |
| 3  | Lee Petty        | 1590 |
| 4  | Lloyd Moore      | 1398 |
| 5  | Curtis Turner    | 1375 |
| 6  | Johnny Mantz     | 1282 |
| 7  | Chuck Mahoney    | 1217 |
| 8  | Dick Linder      | 1121 |
| 9  | Jimmy Florian    | 801  |
| 10 | Bill Blair       | 766  |